# Vladimíra Jechová Vápeníková
Vladimíra Jechová Vápeníková (* 28. září 1967 Most) je česká podnikatelka.
1. prosince 2010 byla ustanovena insolvenčním správcem společnosti Campaspol Holding, která od 16. července 2007 přes společnosti Chapelco a Český olej vlastní 90,7 % akcií ústecké Setuzy. Na tuto funkci ji v reorganizačním plánu navrhl jediný vlastník a předseda představenstva Petr Líska, souhlasili s ním i věřitelé ze skupiny Via Chem Group. 9. prosince 2010 určil Milan Kohoutek, předseda Krajského soudu v Ústí nad Labem, Vladimíru Jechovou Vápeníkovou insolvenčním správcem společnosti Setuza.
17. prosince 2010 rozhodl Krajský soud v Ústí nad Labem samosoudkyní Renatou Zlámalovou o prohlášení konkurzu na majetek společnosti STZ a ustavil insolvenční správkyni Vladimíru Jechovou Vápeníkovou.
V lednu 2012 založila Vladimíra Jechová Vápeníková společnost Insolvency Trustee, s.r.o. a v dubnu 2012 společnost VJV Insolvence, v.o.s.
Na základě návrhu věřitele Infoland byla 21. února 2013 Bohuslavem Petrem, předsedou Krajského soudu v Českých Budějovicích, určena VJV Insolvence, v.o.s. insolvenčním správcem společnosti Falkonida. Falkonida koupila v roce 2009 od společnosti Dartmoor Association LTD sídlící na karibském ostrově Nevis za nominální hodnotu 618 milionů korun majoritní podíl v akciové společnosti SK Slavia Praha - fotbal, za který nezaplatila a akcie dále prodala (jednalo se o akcie, které v rozporu se smlouvou uzavřenou se skupinou ENIC upsala v prvním čtvrtletí roku 2008 Key Investments). Podle Vladimíry Jechové Vápeníkové tvořily majetkovou podstatu Falkonidy akcie SK Slavia v nominální hodnotě 518 milionů korun, protože jejich převod na nového vlastníka byl neplatný. Společnost Viscontia podala na VJV Insolvence žalobu na vyloučení akcií z majetkové podstaty, následně došlo ke smíru v rámci kterého Viscontia zaplatila do majetkové podstaty 1 milion korun.
6. března 2014 vydal soudce Miroslav Veselý usnesení o úpadku společnosti Via Chem Group spojené s povolením reorganizace, insolvenčním správcem ustanovil společnost VJV Insolvence v.o.s. vlastněnou Vladimírou Jechovou Vápeníkovou.
Je členkou místního sdružení ODS v Praze-Kolovratech, ve kterém zastává funkci pokladníka.
V lednu 2016 byla spolu s dalšími 14 osobami, mezi které patří mj. Petr Sisák či Ivo Hala, obviněna v souvislosti s insolvenčním řízením se společností Via Chem Group. Policie České republiky skupinu viní ze zvýhodnění věřitele, zasahování do nezávislosti soudu, podvodu, legalizace výnosů z trestné činnosti, podplácení, přijetí úplatku či účasti na organizované zločinecké skupině. V dubnu 2025 byla Krajským soudem v Praze byl ve věci nepravomocně odsouzena k šestiletému trestu odnětí svobody.